# Boží požehnání (karetní hra)
Boží požehnání (také plátýnko či gotes) je hazardní karetní hra. V českých hospodách byla rozšířená v 19. století. Populární byla také mezi černými bookmakery na dostizích za totality v Československu, na což odkazuje v textu písně Srdce jako kníže Rohan textař Michal Horáček.
Na začátku bankéř položí balík mariášových karet, které jsou nalepené na plátnu. Hráči následně vsázejí libovolnou sumu na jednu či více karet. Bankéř pak začne otáčet karty z promíchaného balíčku. První a druhá otočená karta vyhrává výši vkladu, třetí a čtvrtá dvojnásobek, pátá a šestá trojnásobek. Sedmá, které se nazývá „haupttrefa“, znamená zisk desetinásobku vkladu. Vklady na ostatní karty sebere bankéř a hraje se znovu.